# Gymnosoma occidua
Gymnosoma occidua là một loài ruồi trong họ Tachinidae.